# Kwalifikacje zawodowe
Kwalifikacje zawodowe lub też kompetencje twarde – rozumiane są jako zestaw wiedzy i umiejętności wymaganych do realizacji składowych zadań zawodowych (w wybranej specjalności). Wynikają z określonych dokumentów (świadectw, dyplomów, zaświadczeń) i stwarzają domniemanie, że legitymujący się nimi człowiek ma odpowiednie kompetencje.
Zgodnie z rozporządzeniem Ministra Edukacji Narodowej, kwalifikacje w zawodzie to zestawy oczekiwanych efektów kształcenia: wiedzy, umiejętności zawodowych oraz kompetencji personalnych i społecznych, pozwalające na samodzielne wykonywanie zadań zawodowych. W klasyfikacji zawodów szkolnictwa zawodowego wskazano tzw. obszary kształcenia, czyli zestawy zawodów pogrupowanych pod względem wspólnych lub zbliżonych kwalifikacji wymaganych do realizacji zadań zawodowych w obrębie danego zawodu. Uwzględniając Polską Klasyfikację Działalności (PKD), wyodrębniono następujące obszary kształcenia:
1. administracyjno-usługowy (A);
2. budowlany (B);
3. elektryczno-elektroniczny (E);
4. mechaniczny i górniczo-hutniczy (M);d
5. rolniczo-leśny z ochroną środowiska (R);
6. turystyczno-gastronomiczny (T);
7. medyczno-społeczny (Z);
8. artystyczny (S).

W Polskiej Klasyfikacji Zawodów i Specjalności, wyróżniono dwa aspekty kwalifikacji:
- poziom – stanowiący funkcję kompleksowości i zakresu umiejętności (kompleksowość umiejętności traktując jako czynnik ważniejszy), wynikających ze złożoności oraz zakresu zadań i obowiązków.
- specjalizacja – rodzaj koniecznej wiedzy czy umiejętność posługiwania się określonymi urządzeniami i narzędziami lub przez rodzaj stosowanych materiałów czy produkowanych wyrobów albo rodzaj świadczonych usług.

Uwzględniono tam cztery szerokie poziomy kwalifikacji, które zdefiniowano w odniesieniu do poziomów wykształcenia określonych w Międzynarodowej Klasyfikacji Standardów Edukacyjnych (ISCED 97), przyjętej na 29 sesji UNESCO w 1997 r.:
1. pierwszy poziom kwalifikacji (oznaczający kwalifikacje elementarne) – odniesiono do pierwszego poziomu wykształcenia ISCED, uzyskiwanego w szkole podstawowej;
2. drugi poziom kwalifikacji – odniesiono do drugiego poziomu wykształcenia ISCED, uzyskiwanego w gimnazjum oraz do trzeciego poziomu wykształcenia ISCED, uzyskiwanego w liceum ogólnokształcącym, liceum profilowanym i zasadniczej szkole zawodowej;
3. trzeci poziom kwalifikacji – odniesiono do czwartego poziomu wykształcenia ISCED, uzyskiwanego w szkole policealnej oraz do trzeciego poziomu wykształcenia ISCED, uzyskiwanego w technikum;
4. czwarty poziom kwalifikacji – odniesiono do piątego poziomu wykształcenia ISCED, uzyskiwanego na studiach wyższych zawodowych, studiach magisterskich i studiach podyplomowych oraz do szóstego poziomu wykształcenia ISCED, uzyskiwanego na studiach doktoranckich.

Nie oznacza to, że kwalifikacje można uzyskać tylko w ramach systemu szkolnego. Kwalifikacje mogą być i często są nabywane w ramach systemu kursowego lub poprzez praktykę.
Kwalifikacje zawodowe są układem dynamicznym, zmiennym.